# 合江方竹
合江方竹（学名：Chimonobambusa hejiangensis）为禾本科方竹属下的一个种。

## 扩展阅读
- 維基物種上的相關：合江方竹